# تکیه‌گاه (ریاضی)

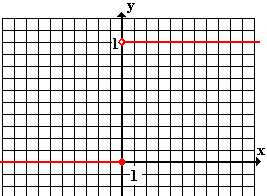
تکیه گاه در ریاضی

تکیه‌گاه در ریاضی، یک تابع مجموعه‌ای از نقاط است که تابع به ازای آنها صفر نباشد. اگر تابع روی یک فضای توپولوژیک تعریف شده باشد آنوقت تکیه گاه تابع، بستار (یا closure) مجموعه‌ای از نقاط است که تابع به ازای آنها صفر نباشد. این مفهوم به‌طور گسترده‌ای در آنالیز ریاضی استفاده می‌شود؛ و نقش مهمی در انواع مختلف تئوری‌های دوگانگی (duality) در ریاضیات دارد.

## فرمول‌بندی
فرض کنید {\displaystyle f:X\rightarrow R} یک تابع حقیقی‌مقدار است که دامنه تابع مجموعه دلخواه {\displaystyle X} است.
تکیه‌گاه {\displaystyle f} که آن را به صورت {\displaystyle supp(f)} نمایش می‌دهند، مجموعه‌ای از نقاط {\displaystyle X} است که در آن {\displaystyle f} مقدار غیرصفر به خود می‌گیرد. به بیان دیگر :
{\displaystyle supp(f)=\{x\in X|f(x)\neq 0\}}
تکیه‌گاه {\displaystyle f} کوچکترین زیرمجموعه‌ی {\displaystyle X} است که در آن تابع {\displaystyle f} مقدار غیر صفر به خود می‌گیرد. متمم این مجموعه،مجموعه نقاطی از {\displaystyle X} است که در آن {\displaystyle f} برابر صفر است.

## تکیه‌گاه بسته
زمانی که {\displaystyle X} فضای توپولوژی و {\displaystyle f:X\rightarrow R} تابع پیوسته و حقیقی‌مقدار (مختلط مقدار) باشد، در این‌صورت تکیه‌گاه {\displaystyle f} به صورت توپولوژیک، بستار زیرمجموعه‌هایی از {\displaystyle X} است که در آن {\displaystyle f} مقدار ناصفر به خود می‌گیرد.
از آنجایی که اشتراک مجموعه‌های بسته خود مجموعه‌ای بسته است، {\displaystyle supp(f)} اشتراک تمام مجموعه‌های بسته‌ای است که شامل تکیه‌گاه {\displaystyle f} می‌شوند.

## تکیه‌گاه فشرده
توابع با تکیه‌گاه فشرده بر روی فضای توپولوژی {\displaystyle X} توابعی هستند که تکیه‌گاه بسته‌ی آن‌ها یک زیرمجموعه فشرده از {\displaystyle X} است.اگر {\displaystyle X} یک خط حقیقی و یا فضای {\displaystyle n} بعدی اقلیدسی باشد، آن‌گاه تابع تکیه‌گاه فشرده دارد اگر و فقط اگر تکیه‌گاه کران‌دار داشته باشد؛ زیرا زیرمجموعه‌های {\displaystyle R^{n}} فشرده هستند اگر و فقط اگر بسته و کراندار باشند.